# Ідіом-неутраль
Ідіом-неутраль (неутрал, неутраль) — міжнародна штучна мова, створена Академією волапюка в 1893–1898 роках під керівництвом В. К. Розенбергер (Санкт-Петербург). Назву вперше вжито в листі Розенбергера до М. В. Скліфосовського: idiom neutral, in kel mi skrib ist letr («нейтральна мова, якою я пишу цей лист»). В офіційних резолюціях Академії спочатку називалася «мова Академії» або «академічна мова» (pük Kadema, pük kademik на волапюці, lingu de Akademi, lingu academian на ідіом-неутралі).

## Особливості проекту
Одна з перших  апостеріорних мов, заснованих на науковому відборі інтернаціональної лексики і граматичних елементів. Систематичному порівнянню були піддані сім контрольних мов:  англійська,  французька,  німецька,  іспанська,  італійська,  російська,  латинська. В результаті було виявлено близько 11 000 міжнародних лексем, що склали словник В. К. Розенбергер. У мові відсутні апріорізми, характерні для  схематичних мов, однак допускаються поєднання морфем, відсутні в мовах-джерелах: reakt-asion — реакція, elektrik-itet — електрика. Разом з тим з 1887 р. словник ідіом-неутраля включав дублетні пари: власні словоутворення і запозичені інтернаціональні синоніми, утворені від тих же коренів за правилами природних мов і нерозкладних з точки зору граматики ідіом-неутраля: anuik — anual — річний, infektasion — infeksion — інфекція.

## Приклади
- Praktik av monstred, ke Idiom Neutral es facile komprendabl et sine aprendasion anterior; sikause on potes korespondar neutrale ko omnihom kultived.

(Практика показала, що ідіом-неутраль легко зрозумілий навіть без попереднього вивчення; з цієї причини можна листуватися на неутралі з усіма освіченими людьми.)
- Publikasion de idiom neutral interesero votr filio, kel kolekt postmarki, kause ist idiom es lingu praktikal pro korespondad ko kolektatori in otr landi.

(Публікація ідіом-неутраля зацікавить Вашого сина, який колекціонує поштові марки, тому що ця мова — практична мова для листування з колекціонерами в інших країнах.)
«Отче наш»:
- Nostr patr kel es in sieli! ke votr nom es sanctifiked; ke votr regnia veni; ke votr volu es fasied, kuale in siel, tale et su ter. Dona sidiurne a noi nostr pan omnidiurnik; e pardona (a) noi nostr debti, kuale et noi pardon a nostr debtatori; e no induka noi in tentasion, ma librifika noi da it mal.

Те ж на ідіом-неутралі, реформованому в 1907 році  Едгаром де Валем в бік більшої романізації і традиційності орфографії:
- Nostr Patr, qui es in cieli. Que votr nom es sanctificat, que votr regnia veni. Que votr voluntat es facit quale in ciel tale anque su terr. Dona nos hodie nostr pan quotidian, e pardona nos nostr debti quale anque noi pardona nostr debenti e non induca nos in tentasion ma librifica nos da it mal.